# Лесик Сам
Лесик (Олег Мирославович Турко) (нар. 25 березня 1967, Новояворівськ, Яворівський район, Львівська область, Українська РСР, СРСР) — український співак та музикант, ексучасник і співзасновник гурту «DZIDZIO», засновник гуртів «Форте» та «DZIDZ'off». У березні 2016 року покинув гурт DZIDZIO. 3 червня 2016-го дав пресконференцію з приводу свого виходу з проєкту.

## Життєпис
Наприкінці 1980-х у Львові було сформовано рок-гурт Форте, одним з вокалістів якого був Кузьма Скрябін. Гурт проіснував до середини 1990-х, граючи доволі прогресивну, як на той час, музику. Незважаючи на часті зміни складу, незмінним лідером команди залишався Лесик Турко. Після розпаду групи Лесик на кілька років поїхав до США, де набирався музичного досвіду, а повернувшись, заснував проєкт ЛесикСам.
Першою роботою стала пісня «Календар». Слова до неї написав Кузьма Скрябін.
5 грудня 2024 року у Лесика зупинилося серце, коли він грав на сцені із Наталею Бучинською. Його доправили у реанімацію у важкому стані. 9 грудня стало відомо, що музикант прийшов до тями, але його стан все ще описувався як критичний.
11 грудня співачка Наталка Карпа після візиту в лікарню до музиканта розповіла, що він налаштований повернутися до звичного життя.

## Інтереси
- Риболовля

## Відеокліпи
| № | Дата     | Назва                                                            | Режисер                |
| - | -------- | ---------------------------------------------------------------- | ---------------------- |
| 1 | 2011 рік | «Календар»                                                       | Турко О., Кузьменко А. |
| 2 | 2016 рік | «Ти і Я» [Архівовано 9 квітня 2019 у Wayback Machine.]           | Химич Т.               |
| 3 | 2017 рік | «Як болить любов»                                                | Хачатрян О.            |
| 4 | 2017 рік | «Money» [Архівовано 9 серпня 2019 у Wayback Machine.]            | Кулик О.               |
| 5 | 2018 рік | «7 днів, 7 ночей» [Архівовано 17 лютого 2018 у Wayback Machine.] | Кулик О.               |
| 6 | 2018 рік | «Ти моє життя»                                                   | Яремків Ю., Турко О.   |

## Цікаві факти
- У групі «Форте» Лесик виступав під вигаданим псевдонімом Лесик Окрут. «Окрут» — це прізвище Турко прочитане навпаки.
- Лесик має татуювання голови вовка на лівому передпліччі.
- Свою частку у проєкті DZIDZIO (25 %[5]) Олег хотів продати бізнесменові Михайлові Мішкову[6]. Раніше було заявлено, що всю частку було переписано на матір Кузьми Скрябіна Ольгу Кузьменко[3]. За версією Музвар випадок розпаду гурту у 2015 році та конфлікт між учасниками увійшов до ТОП-5 найвідоміших випадків розриву взаємин у музичній індустрії України[7].